# Антропов, Иван Александрович
Иван Александрович Антропов  (1888—1938) — русский юрист, профессор.

## Биография
Окончил 1-ю Казанскую гимназию (1906) и юридический факультет Казанского университета (1912).
В 1912—1917 гг. — помощник присяжного поверенного округа Казанской судебной палаты.
В 1916 году начал преподавательскую деятельность. Сначала был приват-доцентом кафедры гражданского права Казанского университета; в 1918—1920 гг. — и. д. экстраординарного профессора кафедры гражданского процесса Пермского университета.
В 1918—1920 гг. — помощник управляющего делами, юрисконсульт, старший юрисконсульт Управления делами, товарищ управляющего делами «Российского правительства» А. В. Колчака в Омске.
В 1920—1924 гг. — профессор кафедры гражданского права Иркутского университета.
С 1936 года — начальник юридического отдела «Оргэнерго» в Свердловске. В 1938 году арестован и осуждён Военной Коллегией Верховного Суда СССР по ст. 58-6,8,11 УК РСФСР к высшей мере наказания — расстрелу. Приговор был приведён в исполнение 8 августа 1938 года в Свердловске. Реабилитирован посмертно.